# 大點鱒
大點鱒（学名：Salmo trutta macrostigma）為輻鰭魚綱鮭形目鮭科鳟属褐鳟的亚种之一。

## 分布
本魚僅發現於地中海科西嘉島。

## 特徵
本魚體呈紡錘狀，略側扁，頭小而尖，嘴大，身體被圓鱗。體呈紅褐色或橙色，體側佈滿鑲白邊的黑色或橘色的圓斑，沿著側線具有排列整齊的褐色斑塊，尾鰭略凹入，體長可達60公分。

## 生態
本魚棲息於淡水水域，屬肉食性，以蝌蚪、昆蟲等為食。